# كندي إغبوي
الكندي الإغبوي هم مواطنون كنديون من أصول إغبوية وهي مجموعة عرقية نيجيرية. بحسب إحصائية عام 2001،÷ عناك 1200 شخص في كندا يعتبرون أنفسهم من أصول إغبوية. وهناك ‘حتمال أن المزيد من الإغبويين موجودون في كندا على أساس أن بعضهم قد يحسب تفسة تيجيري ويسجل نفسه هكذا. زعدد الأشخاص الذين عرفو لأنفسهم بأتهم نيجيريين وصل إلى 9530 شخص.